# یواس‌اس هتزل (۱۸۶۱)
یواس‌اس هتزل (۱۸۶۱) (به انگلیسی: USS Hetzel (1861)) یک کشتی بود که طول آن ۱۵۰ فوت (۴۶ متر) بود. این کشتی در سال ۱۸۶۱ ساخته شد.